# 46ª Brigada Aeromovil
La 46ª Brigada Aeromóvil Independiente: es una unidad militar de las Fuerzas de Asalto Aéreo de Ucrania formada en 2016. La brigada tiene su base en la ciudad de Poltava, en el este de Ucrania.

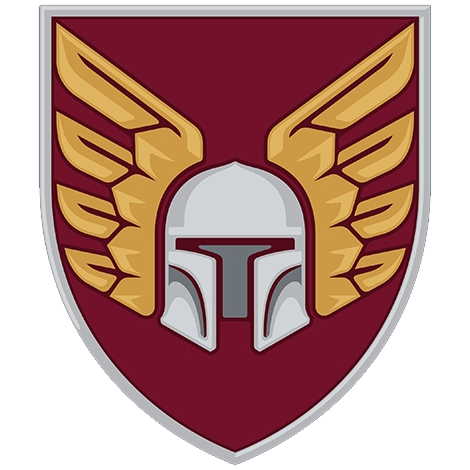
Insignia del 46.ª Brigada Aeromóvil

## Historia
El Reino Unido ofreció al gobierno ucraniano entrenamiento en suelo británico para los reclutas ucranianos, y la 46.ª Brigada de Asalto Aéreo fue una de las brigadas seleccionadas. También se entregaron a la brigada nuevos suministros occidentales, como Wolfhound MRAP y vehículos tácticos Husky TSV. La Brigada pasó de ser una brigada de asalto pesado a una brigada de asalto ligero. La 46.ª Brigada Aeromóvil participó en la operación de Liberación de Jersón después de llegar desde el Reino Unido. La Brigada ya no usa equipos construidos en la Unión Soviética o Ucrania, como BTR-3, BMP-1 o T-80.
La Brigada de Poltava fue apodada la 46.ª Brigada Aeromóvil. La unidad también obtuvo un nuevo emblema.
La unidad ha sido una parte integral de la defensa en Bakhmut y Soledar, los cuales han sido escenario de algunos de los combates más intensos de la guerra.

## Estructura
A partir de 2022 la estructura de la brigada es la siguiente:
46º Brigada de Asalto Aéreo, Poltava
- Cuartel Central  y Compañía del Cuartel central
- 1.er batallón
- 2.º Batallón
- 3.er Batallón
- Compañía de Tanque (La compañía de tanques equipada con tanques T-80BV).[1]
- Grupo de Artillería (Grupo de artillería de brigada equipado con artillería autopropulsada 2S1 y BM-21 Grads).[1]
- Compañía de reconocimiento
- Compañía Antiaérea (La compañía brinda protección contra el peligro del aire. Está equipada con vehículos Shilka).https://www.facebook.com/oaembr46
- Unidades de apoyo(Esto incluye todos los elementos de retaguardia, como ingenieros, comunicaciones, médicos y unidad de apoyo material).[1]

## Enlace
- Esta obra contiene una traducción  derivada de «46th Airmobile Brigade» de Wikipedia en inglés, publicada por sus editores bajo la Licencia de documentación libre de GNU y la Licencia Creative Commons Atribución-CompartirIgual 4.0 Internacional.